# ディレクシブ
ディレクシブ（Direxiv）は、かつて存在した日本のレーシングチーム。

## 歴史

### 急激な活動拡大
モータースポーツへの参入当初より、下位カテゴリーでの活動実績無く国内最高峰カテゴリーであるフォーミュラ・ニッポンやSUPER GTなどのトップカテゴリーに参戦した他、ヨーロッパにおいてもF3選手権や、F1の直下カテゴリーにあたるGP2に既存チームのメインスポンサーとなり参戦（2006年にはDPRチームが「DPR DIREXIV」として参戦、ディレクシブ撤退後の2007年に元の"DPR"にチーム名が戻された）。日本国内での活動に関しては、チーム監督に元レースクイーンの芳賀美里を起用したことでも話題となった。

### F1参入計画
ディレクシブは、モータースポーツ世界最高峰カテゴリであるF1へ進出する計画を持っていた。
元F1ドライバーのジャン・アレジやアレクサンダー・ヴルツ にも接近。アレジをチームの「シニアエグゼクティブアドバイザー」として招聘、鈴鹿サーキットファン感謝デーにて自チームのフォーミュラ・ニッポンマシンに搭乗させデモランを行うなど目立つパフォーマンスを行った。F1のトップチームであるマクラーレンに対するスポンサーや業務・技術提携を行うと発表したが、実際にどのような技術が提供されたかは発表されないままであった。
またマクラーレンからシャーシを、メルセデスからエンジンの供給を受け、マクラーレンのセカンドチームとしてF1に参戦するのではないかと噂され、F1参戦が実現すればドライバーはペドロ・デ・ラ・ロサ、ルイス・ハミルトン、ゲイリー・パフェットが候補であり、アレジがディレクター職に就任するとされた。
2006年3月、GP2でメインスポンサーとなり提携関係にあったイギリスのデイビッド・プライス・レーシング (DPR) と共に2008年からのF1への新規エントリー申請を行った。しかし、同年4月の国際自動車連盟 (FIA) 発表にてプロドライブチームが新規参戦チームとして選出され、ディレクシブは落選した。この落選はディレクシブのレース活動の転機となった。

### 突然の活動停止
2006年春のF1構想頓挫以後、同年8月1日にそれまで未発表であった親会社が「アキヤマホールディングス」であることを公表。同社が事業方針を転換したことを理由にSUPER GT以外の全てのレース活動からの即時撤退を表明するなどレース活動が収束に向かう。
「アキヤマホールディングス」は、北海道の医薬品卸・秋山愛生舘（1998年にスズケンに合併）の創業者一族である秋山新が、持株を売却した資金を元に設立した投資会社で、当時F1のスーパーアグリF1チームの設立などにも関与していた。
直後の8月9日には「アキヤマホールディングス」からの資金供給が途絶えたことを理由にモータースポーツからの完全撤退が発表され、8月20日に行われたSUPER GT第6戦（鈴鹿1000km）を最後にシーズン途中でのチーム撤退となった。
参戦していたSUPER GT（GT300クラス）については、撤退時点で谷口信輝/密山祥吾組がランキングトップであったこと、参加車両減を憂いた周囲の計らいにより実車のメンテナンスを担当していたR&D SPORTが丸ごとチーム運営を引き継ぎ、鈴木利男を新監督に迎え、2006年シーズンの残りレースを戦った（ランキングは3位で終了）。またフォーミュラ・ニッポンは、元ラレス代表取締役張勤尚が代表取締役を勤めていたEMSマネージメント（2006年5月19日設立）がチーム運営を引き継ぐ形で最終戦まで参戦した（体制変更によりドライバーは密山祥吾から平中克幸に交代された）。
ディレクシブの公式ウェブサイトは同年8月9日の撤退発表を最後に更新を停止し、芳賀のブログは過去分を含む全記事が削除された。翌2007年シーズンに向けたチームの動向や、芳賀の進退などについての新たな発表のないまま、2007年1月に公式ウェブサイトも閉鎖し、チームは消滅した。2007年4月30日株主総会で解散が議決された。

### その後
芳賀は翌2007年のSUPER GT第3戦より"楽天BOMEX 320R"の「監督」としてレース界に復帰。2008年のSUPER GTでは参戦する"MOLA レオパレス Z"の「監督」となった。同チームは2008年のSUPER GTにおけるGT300クラスのドライバーズタイトルとチームタイトルを獲得し、芳賀個人としてはシーズン途中までランキングトップでありながらチーム消滅となった2年前のリベンジを果たす形となった。
また、2021年のSUPER GTでは"Yogibo NSX GT3"の「監督」として13年ぶりにレース界に関わることとなった。

### 同チームに所属していたドライバー
- 吉本大樹（【SUPER GT/GT300クラス】2005年、【GP2】2005-2006） - GP2ではBCN・コンペティション所属。メインスポンサーとなる。
- 密山祥吾（【SUPER GT/GT300クラス】2005-2006年、【フォーミュラ・ニッポン】2006年）
- 谷口信輝（【SUPER GT/GT300クラス】2006年）
- クリビオ・ピッチオーネ（【GP2】2006年） - 2005年デュランゴ所属時からスポンサー[12]。2006年DPRに移籍加入。
- オリビエ・プラ（【GP2】2005-2006年）- 2006第13戦をもってペトロフに交代
- マイク・コンウェイ（【GP2】2006年） - 2006第6戦にプラが負傷欠場のため代役出走
- ヴィタリー・ペトロフ（【GP2】2006年）- 2006第14戦から加入

### それ以外の契約ドライバー
- アレクサンダー・ヴルツ（マクラーレンBチーム構想）
- ルイス・ハミルトン（マクラーレンBチーム構想）
- ペドロ・デ・ラ・ロサ（マクラーレンBチーム構想）
- ゲイリー・パフェット（マクラーレンBチーム構想）

### レースクイーン
- 後藤璃香（2005-2006年）※唯一の2年連続参加
- 青山たまみ（2005年）
- 安斎優奈（2005年）
- 星川麻衣子（2005年）
- 松岡由樹（2005年）
- 松林菜々見（2006年）
- 渋谷真由（2006年）
- 森田泉美（2006年）
- 藤崎まや（2006年）※SUPER GT / フォーミュラを兼任
- 上原美優（2006年）
- 桜井ひな（2006年）

### シニアエクゼクティブアドバイザー
- ジャン・アレジ - マクラーレンのセカンドチーム立ち上げを目指し、F1関係者との折衝に当たったが、FIAの承認を得られなかった。

## 参照
1. ↑  “ジャン・アレジとのF1参戦計画が頓挫した舞台裏をスーパーGT女性監督が語る”. Sportiva. (2021年5月20日)
2. ↑  “Wurz does Direxiv deal”. Crash.net. (2006年1月27日)
3. ↑  “Wurz linked to 2008 race ride”. Crash.net. (2006年3月15日)
4. ↑  “アレジがFポンマシンをデモラン”. トーチュウF1express. (2006年3月4日)
5. ↑  “McLaren join forces with Direxiv”. AUTO SPORT. (2006年2月15日)
6. ↑  “McLaren considering running 'B' Team”. AUTOSPORT. (2006年3月9日)
7. ↑  “Alesi involved in McLaren B team”. GP Update.net. (2005年10月17日)
8. ↑  “Alesi lands Direxiv role”. Crash.net. (2006年2月21日)
9. ↑  “ディレクシブ、撤退を発表”. トーチュウF1Express. (2006年8月1日)
10. ↑  「鈴木亜久里」『Racing On』第511号、三栄、2021年2月。
11. ↑  “Yogibo Drago CORSE発進！ ホンダNSX GT3×道上龍と密山祥吾のコンビでスーパーGTに挑む”.   autosport web (2020年2月15日). 2020年2月15日閲覧。
12. ↑  GP2、クリビオピッチオーネ 芳賀美里のレース日記 2005年6月21日